# إلين إتش جونسون
إلين إتش جونسون (بالإنجليزية: Ellen H. Johnson)‏ هي مؤرخة الفن ومؤرخة أمريكية، ولدت في 1910 في وارن في الولايات المتحدة، وتوفيت في 1982 في أوبرلين في الولايات المتحدة.